# Weatherby Mark V
El Weatherby Mark V es un rifle de cerrojo de percusión central fabricado por Weatherby. El rifle fue presentado en 1957 por Roy Weatherby y fue diseñado para contener de manera segura las altas presiones asociadas con la línea de munición Weatherby.
El Weatherby Mark V es un rifle que ha obtenido prestigio a lo largo del tiempo gracias a Roy Weatherby principalmente, quien logró promocionar sus rifles entre personalidades como Abdorreza Pahlavi de Irán, los generales James Doolittle (USAF) y Chuck Yeager (USAF), Jack O'Connor, Warren Page, Elgin Gates y Lorne Greene. 

## Desarrollo temprano
Desde que Roy Weatherby comenzó a fabricar rifles, tuvo que depender de terceros para obtener cajones de mecanismo para sus rifles. A partir de 1949, Weatherby comenzó a construir sus rifles en torno al mecanismo belga FN, clon del Mauser 98. 
En 1955, los mecanismos producidos por Schultz & Larson también fueron usados así como mecanismos para zurdos de Mathieu. La introducción del .378 Weatherby Magnum, garantizaba la necesidad de un mecanismo que tolerase semejantes presiones, por lo que se agregó el Brevex Magnum Mauser. Más adelante los cajones de mecanismo de FN, Sako y Mauser se agregaron a los tipos de acción utilizados por Weatherby para construir sus rifles, conocidos actualmente como los Pre-Mark V, y producidos en South Gate California.
Sin embargo Roy Weatherby no se encontraba satisfecho con los mecanismos provistos por empresas europeas, que lo obligaban a viajar frecuentemente y disponer de poco tiempo para manejar el negocio en South Gate
Roy Weatherby encontraba una deficiencia en el cerrojo Mauser debido a que el cabezal del cerrojo no encerraba completamente al cartucho en la recámara. Si bien los cajones de mecanismo Mauser son capaces de soportar fácilmente las altas presiones de alrededor de 70 000 CUP, Weatherby consideró que era necesario que el cerrojo soporte hasta 200 000 CUP funcionaría mejor con la línea de cartuchos Weatherby. Había sido consciente de que muchos cargadores manuales estaban sobrecargando sus cartuchos en busca de un mayor rendimiento, lo que provocaba cebadores quemados y cabezas de caja rotas. Esto, a su vez, provocaría que los gases calientes atravesaran el cerrojo y entraran en la cara y los ojos del tirador y causaran lesiones a sus clientes.
En 1956, Roy Weatherby viajó a Europa buscando un proveedor para el mecanismo Mark V. Steyr-Daimler-Puch, que había estado fabricando el rifle Mannlicher Shonauer, tenía interés en trabajar con Weatherby, pero se descubrió que el alto costo de los cargos iniciales de maquinaria sobrepasaba los $ 200,000. También se contactó a Schultz & Larsen, que había estado construyendo el .378 Weatherby Magnum, pero debido a un aumento anticipado en los costos de mano de obra, a Weatherby no le quedó más opción que seguir buscando. 
Cuando se acercó a Sako de Finlandia, que trabajaba entonces partiendo del mecanismo FN Mauser para los rifles Weatherby, indicó que aún tenía producción acumulada por completar y que dicho proyecto tendría que esperar un año y medio. Además, los costos de mano de obra directa en Finlandia había aumentando, lo que aumentaría el precio por unidad y reduciría las ganancias. Birmingham Small Arms Company Limited (BSA) de Birmingham se mostró extremadamente receptiva a la idea de construir el mecanismo e incluso intentó absorber los costos iniciales de la maquinaria. Sin embargo, no logró poder fabricar el mecanismo concon las nueve lengüetas de bloqueo.
Weatherby se decidió  finalmente por Precision Foundry Inc. (PFI) de Leandro, California en 1957. Se decidió que todas las piezas principales utilizarían el proceso de fundición por inversión. Otra empresa, Gardner Machine Co. de Hollywood, California, terminaría todas estas piezas a sus dimensiones finales y Picco Industries de Sierra Madre, California fabricaría el pestillo de la placa del piso del cargador, el fiador del gatillo y el seguro del pulgar. Todas las piezas así fabricadas se enviarían a las instalaciones de Weatherby en South Gate, donde se llevaría a cabo el pulido final, el pavonado y el montaje. Weatherby fabricó internamente el barril y las culatas en las instalaciones de South Gate de la compañía.
Debido al proceso de fundición de inversión y los problemas con la porosidad del metal, los mecanismos fabricadas por PFI no lograban abosorber el pavonado de alto brillo, característico entonces en los rifles Weatherby, lo que resultó en altas tasas de rechazo por más del 50%. Además, la entrega de componentes por parte de PFI había sido irregular, lo que provocó una acumulación de pedidos.
En 1957, Weatherby regresó a Europa para visitar JP Sauer & Sohn; empresa enfocada para entonces principalmente en la fabricación de escopetas, y quienes querían fabricar, no solo el mecanismo, pero el rifle completo. A los dos meses de la visita se firmó un contrato con JP Sauer & Sohn. En 1958, Fred Jennie visitó la planta de Sauer en Eckernförde, Alemania, para ayudar con el proceso de instalación. En ese momento, se decidió que el receptor y el cerrojo se fabricarían con piezas forjadas en lugar del proceso de fundición de precisión, ya que Sauer estaba más familiarizado con el proceso. Los cañones de los rifles serían forjados con martillo por Sauer, lo que promovió una mayor uniformidad desde la recámara hasta la boca y que a su vez condujo a una mayor precisión y una vida útil más larga del cañón. Al emplear este método de barriles forjados con martillo, Weatherby se convirtió en la primera empresa estadounidense en ofrecer barriles forjados con martillo en los Estados Unidos.
En 1970, Weatherby trasladó el centro de producción a la fábrica de Howa, en Japón. La medida se debió al aumento de los costos de producción en Europa; Howa pudo fabricar los rifles y de manera más costo-eficiente. La resistencia de los mecanismos nunca se vio comprometida: para muchos, el ajuste y el acabado son superiores a los modelos alemanes y compiten bien con los modelos estadounidenses. Howa fabricó el rifle Weatherby Mark V hasta que la producción se retomó en los Estados Unidos en 1994.

### Variantes del mecanismo
Con solo ligeros refinamientos, el mecanismo del Weatherby Mark V se ha mantenido prácticamente intacto con respecto al diseño original de Fred Jennie y Roy Weatherby, lo que es un testimonio de la longevidad del diseño. La acción Mark V es un repetidor de acción de cerrojo, alimentación por empuje y bloqueo frontal. La disposición de las orejetas permite una elevación del perno de 54°. Este levantamiento de cerrojo más corto permite un mayor espacio libre entre el mango del cerrojo y cualquier accesorio, como los visores que pueden montarse en el rifle, y podría decirse que proporciona un ciclo de acción más rápido. Esto se compara favorablemente con los rifles estilo Mauser que tienen un cerrojo de 90°.

### 9 lengüetas / Magnum
La acción magnum cuenta con 9 lengüetas de bloqueo que corresponden al diseño original que entró en producción y también fue el diseño que estuvo sujeto a las pruebas de resistencia realizadas por Weatherby. El diseño original de 9 lengüetas carecía del acanalado del perno y presentaba un seguro montado en el receptor. Estos rifles fueron fabricados por PFI y JP Sauer & Sohn a principios de la década de 1960. Los refinamientos del diseño original incluyeron un perno estriado y una seguridad rediseñada que permite una alimentación y extracción más suaves y un diseño más seguro. La acción de 9 Lug se considera la acción arquetípica de Mark V. El diseño de 9 lengüetas presenta una cabeza de perno con nueve lengüetas de bloqueo dispuestas en tres filas y cada fila tiene tres lengüetas de bloqueo. El perno Magnum Mark V es el perno más pesado disponible en un rifle producido comercialmente.
El mecanismo de 9 lengüetas se usa actualmente para armar todos los rifles recamarados para la línea de calibres Weatherby Magnum, tales como el .257 Weatherby Magnum, 6.5-300 Weatherby Magnum o el .460 Weatherby Magnum, entre otros. Sin embargo, este mismo mecanismo también se usó en los rifles producidos por Sauer con este cajón de mecanismos así como en los primeros fusiles Mark V fabricados por Howa en .30-06 Springfield y .270 Winchester. Como la producción de estos rifles fue corta, estos rifles son una rareza y se consideran coleccionables.

### Varmintmaster
En 1963, Weatherby introdujo una versión reducida del diseño de 9 lengüetas que se fabricó específicamente para alojar calibres alimañeros. El Varmintmaster se introdujo junto con el cartucho .224 Weatherby Magnum. El Varmintmaster también se alojó en el .22-250 Remington.
Este cajón de mecanismo presenta seis orejetas dispuestas en dos filas ya que el diseño de 9 lengüetas es demasiado aparatoso y largo para ser usado en cartuchos alimañeros.
Este sistema cuenta con un perno de más corto y de un diámetro menor que el diseño de 6 lengüetas/estándar.

### 6 lengüetas/estándar
El diseño de 6 lengüetas se usa para cartuchos que no forman parte de la línea Weatherby, tales como el .30-06 Springfield o el .270 Winchester. Esta versión presenta seis lengüetas de bloqueo dispuestas en dos filas. El cerrojo es más corto y considerablemente más liviano que el diseño 9 Lengüetas/Magnum.